# (7138) 1994 AK15
(7138) 1994 AK15 (1994 AK15, 1988 SO, 1990 DQ4) — астероїд головного поясу, відкритий 15 січня 1994 року.
Тіссеранів параметр щодо Юпітера — 3,395.